# Camptoprosopella acuticornis
Camptoprosopella acuticornis är en tvåvingeart som beskrevs av Shewell 1939. Camptoprosopella acuticornis ingår i släktet Camptoprosopella och familjen lövflugor.
Artens utbredningsområde är South Dakota. Inga underarter finns listade i Catalogue of Life.